# Citidilato cinasa
La citidilato cinasa (EC 2.7.4.14) es una enzima que cataliza las siguientes reacciones:
- Transferencia de un grupo fosfato desde el ATP al CMP (citidina monofosfato):

ATP + CMP {\displaystyle \rightleftharpoons } ADP + CDP
- Transferencia de un grupo fosfato desde el ATP al dCMP (deoxicitidina monofosfato):

ATP + dCMP {\displaystyle \rightleftharpoons } ADP + dCDP
- Transferencia de un grupo fosfato desde el ATP al UMP (uridina monofosfato):

ATP + UMP {\displaystyle \rightleftharpoons } ADP + UDP
Esta enzima eucariótica es una enzima bifuncional que cataliza la fosforilación del CMP (dCMP) y el UMP con eficiencia similar. Es diferente de las enzimas monofuncionales procarióticas UMP cinasa y CMP cinasa.

## Relación evolutiva
La citidilato cinasa pertenece a la familia de las adenilato cinasas. Se han encontrado otras dos enzimas relacionadas evolutivamente con la citidilato cinasa, éstas son:
- La citada adenilato cinasa (AK) que cataliza la transferencia de un grupo fosfato desde el ATP al AMP para formar ADP.

ATP + AMP {\displaystyle \rightleftharpoons } 2 ADP
- La UMP cinasa (UK) de las levaduras que cataliza la transferencia de un grupo fosfato desde el ATP al UMP para formar UDP y ADP.

ATP + UMP {\displaystyle \rightleftharpoons } ADP + UDP
Bastantes regiones de las enzimas de la familia AK están bien conservadas, incluyendo los dominios de unión del ATP.